# Alan Wake
Alan Wake este un joc dezvoltat de Remedy Entertainment și publicat de Microsoft Game Studios. Protagonistul jocului, scriitorul Alan Wake, își caută soția în Bright Falls, Washington.